# Tramwaje w Huacho
Tramwaje w Huacho − zlikwidowany system komunikacji tramwajowej w peruwiańskim mieście Huacho, działający w latach 1890–1929.

## Historia
Spółka Tranvía de Huacho 14 grudnia 1890 uruchomiła linię tramwaju konnego. Linia ta miała rozstaw toru wynoszący 750 mm. W Huacho było  2,5 km tras miejskich i 8,5 km linii podmiejskiej. W 1915 Arturo Pitaluga nabył prawo do elektryfikacji tramwajów i założył spółkę o nazwie Tranvía Eléctrico de Huacho. Jednak z powodu braku funduszy na budowę elektrowni spółka 29 maja 1920 zakupiła dwa tramwaje akumulatorowe firmy JG Brill z Filadelfii. Linię tramwaju akumulatorowego otwarto w 1922. 2 września 1922 zamówiono trzeci wagon. 2 września 1922 spółka została sprzedana Pedro Martino. Linię tramwaju akumulatorowego zlikwidowano w 1929. 